# رود بلانکو (تگزاس)
رود بلانکو (تگزاس) (به انگلیسی: Blanco River (Texas)) رودی است که در ایالات متحده آمریکا جریان دارد.